# Návrat ztraceného ráje
Návrat ztraceného ráje je česko-americký film režiséra Vojtěcha Jasného natočený v roce 1999. Snímek je volným pokračováním filmu Všichni dobří rodáci.
Film se odehrává ve dvou hlavních prostředích – hektickém New Yorku a poklidné Českomoravské vysočině. Sledujeme Jana, který přemýšlí o tom, co pro něj znamená domov a jakým způsobem ovlivňuje jeho život v exilu. Prostřednictvím vzpomínek na otce a jeho dětství se dotýká hlubších témat, jako jsou odpuštění, láska a smíření s minulostí. Janův příběh se prolíná s osudy dalších postav, zejména mladé učitelky Pampelišky, která přijíždí z Česka do New Yorku. Mezi ní a Janovým přítelem Adamem vzniká vztah, který je poznamenán tajemnými okolnostmi z její minulosti. Film se zaměřuje na návraty – nejen fyzické, ale i mentální a emocionální, a rozpracovává téma exilu, odloučení a snahy o nalezení identity.

## Děj
Film sleduje příběh českého emigranta, profesora filmu Jana Poutníka, který žije v New Yorku. Jan se svým přítelem Adamem jednoho dne náhodou narazí v parku na nahého muže, kterého přepadli zloději. Pomohou mu a zjistí, že je to prezident televizní společnosti. Krátce nato se Jan setkává s mladou Češkou přezdívanou Pampeliška, dcerou Veselé vdovy. Ta mu přináší kapesní hodinky po jeho zesnulém otci, které mu poslal Arnošt, přítel Janova mrtvého bratra Mirka. Adam vezme Pampelišku na prohlídku New Yorku a stávají se milenci.
Jan poté telefonuje své manželce Daně, která žije a pracuje v Německu jako bytová architektka, a navrhne, aby se setkali v Čechách, kam jej Pampeliška srdečně pozvala. Jan se rozhodne navštívit své rodné městečko a cestou se setkává s místními obyvateli, včetně starostky, varhaníka Očenáše a farářova příbuzného Strejčka. Jan se ubytuje ve staré škole, kde se narodil, a znovu potkává zestárlou Veselou vdovu i Pampeliščina syna Josku. Vzpomíná na dětství, včetně traumatických zážitků z druhé světové války, kdy jeho otce zatklo gestapo, a na svého bratra Mirka, který pracoval v uranových dolech po válce.
Do městečka přijíždí i Adam, ale Pampeliška je k němu zpočátku chladná. Později se však jejich vztah opět prohloubí, i když Pampeliška má obavy z rodinného prokletí, které údajně postihlo všechny její předchozí partnery. Jan mezitím vzpomíná na své kořeny a přemýšlí o trvalém návratu do Čech, ale Dana mu připomíná, že jeho domov je nyní v New Yorku.
V městečku se odehrávají další události, včetně neštěstí, kdy mladému podnikateli Švandovi shoří drůbežárna, což ho přivede na pokraj finančního krachu. Jan a Dana mu nabídnou pomoc, ale ta je odmítnuta. Adam pokračuje ve vztahu s Pampeliškou a žádá ji, aby si ho vzala, ale ona ho odmítá kvůli obavám z rodinného prokletí.
Jan, Adam, Pampeliška a Joska se nakonec vrací do New Yorku. Tam Joska natáčí videokamerou, kterou mu daroval Jan, ale je okraden a ztrácí se v ulicích města. Po intenzivním pátrání je Joska nalezen a všichni znovu prožívají šťastné chvíle, tentokrát na pláži u oceánu. Film končí Janovými vzpomínkami na dětství a citátem z Dostojevského o tom, jak důležité jsou dobré vzpomínky z dětství pro celý život.

## Obsazení
| Vladimír Pucholt    | Poutník           |
| Ingrid Timková      | Pampeliška        |
| Adam Davidson       | Adam              |
| Emília Vášáryová    | starostka         |
| Ondřej Vetchý       | podnikatel Švanda |
| Jana Brejchová      | Poutníkova žena   |
| Vlastimil Brodský   | Očenáš            |
| Jakub Laurych       | Joska             |
| Jiří Sovák          | Strejček          |
| Radoslav Brzobohatý | sedlák František  |
| Věra Galatíková     | Františkova vdova |

## Lokace
Film byl natočen v obci Bystré v okresu Svitavy a v New Yorku.